# Институт географии НАН Украины
Институт географии НАН Украины (укр. Інститут Географії Національної академії наук України ) — один из институтов Национальной Академии Наук Украины, ведущее научно-исследовательское учреждение по естественно-географическим, общественно-географическим и картографическим исследованиям на Украине.

## История
Первые географические исследования проводились в Академии наук Украины начиная с 1918 года.
Первый украинский научно-исследовательский институт географии и картографии был создан в Харькове в 1927 году. НИИ в Харькове работал недолго.
Систематические географические исследования в Академии наук УССР возобновились в созданном в 1964 году секторе, позже, с 1991 года — Институте географии.

## Структура
- Отделы Института географии:
  - ландшафтоведения
  - геоморфологии
  - палеогеографии
  - общественно-географических исследований
  - природопользования и устойчивого развития
  - картографии

Институт географии НАН Украины имеет в своëм составе более 100 сотрудников.
Институт осуществляет фундаментальные и прикладные географические исследования в области картографии, ландшафтоведения и рационального природопользования, геоморфологии, палеогеографии, общественно-географических исследований, географии населения и транспорта, региональных экологических и географических проблем.
В Институте географии НАН Украины формируются новые знания о древних ландшафтах, их компонентах, разработаны оригинальные схемы поэтапного развития природы, прорабатываются проблемы оценки современного состояния и прогнозирования развития природной среды в будущем, создаются географические основы сбалансированного развития природы, населения и хозяйства, комплексно изучаются демографические и социально- экономические проблемы населения, исследуются фундаментальные проблемы комплексного и тематического картографирования.
Для Института географии приоритетными научными направлениями являются: выявление общих тенденций развития природы; закономерностей функционирования ландшафтов и их компонентов с целью рационального природопользования, на основе принципов ренатурализации и сохранения природы, исследования географических основ трансформации хозяйства Украины, перестройки его отраслевой и территориальной структуры; разработка географической концепции устойчивого, самовоспроизводительного развития Украины на основе сбалансированного экономического и социального развития регионов; картографирования природы, общества и их взаимодействия для обоснования устойчивого развития регионов Украины.
Усилиями сотрудников Институте географии совместно с другими научными учреждениями и вузами Украины создан ряд крупных научных трудов по географическим проблемам Украины. Среди картографических трудов — «Атлас природных условий и природных ресурсов» (1978), серия карт для средней школы (22 карты масштаба 1:1000000, 1996), серия карт «Природная среда и человек» (1993), картографические разработки для пилотного проекта «Геоинформационные технологии Днепра» и другие.
В 1992—1995 годах два проекта Института по разработке концепции «Национального Атласа Украины» под научным руководством Л. Г. Руденко получили финансовую поддержку со стороны Государственного Комитета Украины по науке и технологиям.

## Тематика
Кроме создания «Национального Атласа Украины» тематикой Института географии являются:
- Обоснование пространственно-временной корреляции палеогеографических условий четвертичного периода равнинной территории Украины.
- Концептуальные основы совершенствования территориальной организации хозяйства Украины в контексте активизации социально-экономического развития регионов.
- Конструктивно-географические направления регионального природопользования в связи с развитием минерально-сырьевой базы Украины.
- Геоинформационное картографирование пространственных объектов, явлений и процессов на Украине.
- Научные основы формирования базы данных о ландшафтах радиоактивно загрязненных территорий.
- Принципы, критерии и методы оценки ландшафтов для оптимизации природопользования на Украине.
- Научно-методические основы геоморфологического анализа и картографирования.
- Эволюция компонентов природной среды на территории Украины в позднем плейстоцене — голоцене.
- Особенности формирования территориальной структуры хозяйства и расселения населения на Украине и направления её совершенствования в контексте мировых общественных процессов.
- Экономическое, социальное, экологическое развитие регионов Украины в условиях трансформационных процессов.
- Проект в рамках целевой программы НАН Украины «Обоснование методики оценки динамики приповерхностной части литосферы в районах прокладки магистральных трубопроводов с применением ГИС-технологий».

В последнее время среди важных исследовательских работ Института :
- выявление антропогенных изменений ландшафтов зоны влияния после аварии на Чернобыльской АЭС и обоснование использования ландшафтоведческого подхода к решению проблем реабилитации радиоактивно загрязненных земель;
- Разработаны экономико-географические основы экологической безопасности Украины;
- Определены экологические приоритеты в реализации основ региональной политики Украины.

В настоящее время Институт осуществляет координацию географических исследований на территории Украины, издает «Украинский географический журнал».